# Daniel Leclercq
Daniel Leclercq (Trith-Saint-Léger, 4 september 1949 – Martinique,  22 november 2019) was een Frans voetballer en voetbalcoach. Hij werd in 1998 als trainer Frans landskampioen met RC Lens.

## Spelerscarrière
Leclercq is een jeugdproduct van US Valenciennes. Na drie seizoenen in het eerste elftal maakte hij de overstap naar Olympique Marseille, waarmee hij in 1971 Frans landskampioen werd. Het grootste deel van zijn carrière speelde Leclercq echter voor RC Lens. Nadat hij in 1975 de finale van de Coupe de France verloor met de Noord-Franse club – Leclercq speelde de volledige finale –, eindigde hij met de club ook tweede in het seizoen 1976/77. Na negen seizoenen in het Stade Bollaert-Delelis gespeeld te hebben koos Leclercq ervoor om de cirkel rond te maken bij US Valenciennes.

## Trainerscarrière
Leclercq begon zijn trainerscarrière bij amateurclubs FC Bauvin en Billy-Berclau, alvorens in december 1986 aan de slag te gaan bij US Valenciennes. Na zijn vertrek daar in oktober 1987 verdween hij een tijdje van het voorplan. Hij ging aan de slag bij amateurclubs US Bavay en SC Guesnain, om vervolgens van 1992 tot 1997 voor het omkaderingsteam van RC Lens te werken. In 1997 nam hij het trainersroer er over van Roger Lemerre. Dat bleek een gouden zet van Lens, want in zijn eerste seizoen als trainer van Lens loodste Leclercq de club meteen naar de allereerste landstitel uit de geschiedenis. Halfweg de competitie stond Lens nog zesde op zes punten achterstand van leider FC Metz, maar na een 22 op 24 in de acht laatste wedstrijden van het seizoen had Lens na 34 speeldagen net als Metz 68 punten behaald. Omdat het doelsaldo in dat geval beslissend was, ging Lens met de oppergaai aan de haal. Leclercq trok met spelers als Marc-Vivien Foé, Tony Vairelles en Wagneau Eloi de Champions League in. In het seizoen 1998/99 eindigde Lens zesde in de competitie, maar won het wel de Coupe de la Ligue nadat het in de finale ex-titelrivaal Metz versloeg.
Op 1 oktober 1999 kwam er een einde aan de samenwerking nadat de club na acht speeldagen op een degradatieplaats stond. Zijn volgende club werd La Louvière, waar hij in februari 2001 de ontslagen Marc Grosjean opvolgde. Leclercq behoedde de Henegouwers van de degradatie en stapte in oktober 2001 uit eigen beweging op. In 2003 trad hij weer in dienst van Valenciennes FC, dat onder Didier Ollé-Nicolle naar de CFA was gezakt. Ollé-Nicolle had Valenciennes zelf weer naar de Championnat National geloodst, en in 2005 zette Leclercq zijn werk verder door met de club naar de Ligue 2 te promoveren. Nadat hij in de zomer van 2005 vervangen werd door Antoine Kombouaré trainde Leclercq nog enkele amateurclubs. In januari 2008 keerde hij nog wel terug naar Lens als technisch directeur.
Leclercq overleed op 22 november 2019 op 70-jarige leeftijd in Martinique aan de gevolgen van een longembolie. 

## Le Druide
Zijn ietwat vreemde trainersaanpak en apart uiterlijk leverde hem in de voetbalwereld de bijnaam Le Druide op.